# باب شريف (سور جدة)
باب شريف أحد أبواب سور جدة الثمانية، يقع في منطقة جدة التاريخية وسط مدينة جدة غرب المملكة العربية السعودية، يعتبر باب شريف بوابة جدة الجنوبية، تقع أمام برحة العقيلي، وهي منطقة يخرج منها الأهالي للتبضع من حراج العصر وخارجه، أو قاصدين قوز الهملة (بفتح الهاء وتسكين النون) وهي تلة مرتفعة، والذي كان متنفسا لأهالي جدة خاصة كبار السن منهم حيث يطل الجالس أعلاه على منظر بديع لبرحة باب شريف وحراج العصر، كما أنها كانت معبرا يربط أحياء بيشة وبرة ونكتو بالبلد.

## وصلات خارجية
- موقع باب شريف على الخريطة